# Epyllion
Ein Epyllion (altgriechisch „kleines Epos“) ist eine Dichtungsform, die im griechischen Hellenismus, vor allem in der alexandrinischen Literatur aufkommt und auch in der römischen Poesie eine wichtige Rolle spielt, etwa bei den Neoterikern.
Das Epyllion schildert wie das große Epos mythische oder historische Ereignisse in Versform (normalerweise Hexameter) und der seit den homerischen Dichtungen kanonischen epischen Diktion und Ausdrucksweise; oft werden auch formelhafte Wendungen oder ganze Satzteile aus der epischen Sprache übernommen. Dies kann in ernsthafter Anknüpfung an die Tradition erfolgen, um dem zu behandelnden Stoff die Würde der epischen Dichtung zu leihen, aber auch, um an Stelle des als nicht mehr zeitgemäß empfundenen Großepos eine moderne Gattung zu schaffen (so Kallimachos), oder schließlich in parodistischer Absicht.
Wichtige Vertreter und erhaltene Beispiele des Epyllions sind:
- der dem Hesiod zugeschriebene Schild des Herakles
- der irrtümlich Homer zugeschriebene Froschmäusekrieg aus späthellenistischer Zeit
- Kallimachos, Hekale u. a. Gedichte
- Moschos, Europa
- Catull, Gedicht Nr. 64: Die Hochzeit des Peleus und der Thetis
- In der Appendix Vergiliana die Dichtungen Ciris, Culex und Moretum (letzteres hat auch Züge eines Lehrgedichts)
- Musaios, Hero und Leander
- Kolluthos, Der Raub der Helena
- Triphiodoros, Die Eroberung von Troja